# 에디 퀼런
에디 퀼런(Eddie Quillan, 1907년 3월 31일 ~ 1990년 7월 19일)은 미국의 연극 배우, 영화배우, 텔레비전 배우이다.

## 영화
- 세계에서 가장 힘센 남자 (1975년)
- 나우 유 씨 힘, 나우 유 돈 (1972년)
- 헬로 돌리 (1969년)
- 가이드 포 더 메리드 맨 (1967년)
- 서부를 향해 달려라 (1965년)
- 비바 라스베가스 (1964년)
- 썸머 매직 (1963년)
- 무브 오버, 달링 (1963년)
- 후즈 갓 더 액션? (1962년)
- 페리 메이슨 (1957년)
- 딜론 보안관 (1955년)
- 브리가둔 (1954년)
- 프라이오러티스 온 퍼레이드 (1942년)
- 뉴올리언스의 불빛 (1941년)
- 분노의 포도 (1940년)
- 링컨 (1939년)
- 엘리게이니 폭동 (1939년)
- 분노 (1936년)
- 바운티호의 반란 (1935년) - 토마스 엘리슨 역
- 헐리우드 파티 (1934년)
- 미트 더 바론 (1933년)
- 걸 크레이지 (1932년)
- 더 소포모어 (1929년)